# Amore di confine
Amore di confine è una raccolta di 44 racconti di Mario Rigoni Stern pubblicata nel 1986. Il libro contiene racconti e articoli, molti già usciti sul quotidiano «La Stampa», altri allora inediti.

## Edizioni
- Amore di confine, collana Supercoralli, Torino, Einaudi, ottobre 1986,  p. 212, ISBN 978-88-065-9366-7. - Milano, Euroclub, 1987.
- Amore di confine, collana Einaudi Tascabili n. 304, Torino, Einaudi, 1995,  p. 208, ISBN 88-06-13837-5.
- Amore di confine, collana ET Scrittori, Cronologia della vita e delle opere a cura di Giuseppe Mendicino, Torino, Einaudi, 2023, ISBN 978-88-062-6049-1.